# Plaza Gastón Velasco
Localizada en el centro de la ciudad de La Paz, Bolivia. La plaza Gastón Velasco es parte del barrio de San Sebastián, uno de los más antiguos de la urbe, constituye un punto de referencia en las rutas peatonales turísticas que se desarrollan en las inmediaciones.
La plaza tiene como límites la calle Linares y Tarija que se caracterizan por albergar una gran cantidad de actividades ligadas con el turismo, como por ejemplo, hostales, ventas de artesanías, joyería, equipos de andinismo y  senderismo.